# Interstate/Rose Quarter megállóhely
Interstate/Rose Quarter megállóhely a Metropolitan Area Express sárga vonalának, valamint a TriMet és a C-Tran autóbuszainak megállója az Oregon állambeli Portlandben, a Veterans Memorial Coliseum, a Moda Center és a Rose Quarter rendezvényközpont közelében.

## Elhelyezkedése
Az Interstate sugárúton elhelyezkedő megálló szélső peronos kialakítású. A megállótól 180 méterre található a Rose Quarter Transit Center, ahol a kék, piros és zöld vonalakra lehet átszállni. Az állomás műtárgyai a környezetét elevenítik fel, valamint elhelyeztek három darab, üvegből és acélból kialakított fát, amelyeket éjszaka kivilágítanak.

## Autóbuszok

### TriMet
- 4 – Division/Fessenden (Roosevelt HS◄►Gresham Transit Center)[1]
- 8 – Jackson Park/NE 15th (►Woodlawn Park (körjárat))[2]
- 35 – Macadam/Greeley (University of Portland◄►Oregon City Transit Center)[3]
- 44 – Capitol Hwy/Mocks Crest (Pier Park◄►PCC Sylvania)[4]
- 77 – Broadway/Halsey (Montgomery Park◄►Glenn Otto Park)[5]

### C-Tran
- 157 – Lloyd City Express (99th Street Transit Center◄►Lloyd Center)[6]

| Előző állomás                                         |  | Metropolitan Area Express |  | Következő állomás                         |
| ----------------------------------------------------- |  | ------------------------- |  | ----------------------------------------- |
| Union Station/NW 5th & Glisan Sttovább PSU South felé |  | Sárga vonal               |  | Albina/Mississippitovább Expo Center felé |

## Fordítás
- Ez a szócikk részben vagy egészben  az   Interstate/Rose Quarter MAX Station című angol Wikipédia-szócikk ezen változatának fordításán alapul.  Az eredeti cikk szerkesztőit annak laptörténete sorolja fel. Ez a jelzés csupán a megfogalmazás eredetét és a szerzői jogokat jelzi, nem szolgál a cikkben szereplő információk forrásmegjelöléseként.